# Puppet on a String
A Puppet on a String (magyarul: Marionettbábu) című dal volt az 1967-es Eurovíziós Dalfesztivál győztes dala, melyet a brit Sandie Shaw adott elő angol nyelven.

## Az Eurovíziós Dalfesztivál
A dal a brit nemzeti döntőn nyerte el az indulás jogát, ahol Shaw adta elő mindegyik dalt. Az énekesnő saját bevallása szerint a győztes dal tetszett neki a legkevésbé, főleg dalszövege miatt. A dal gyors tempójú, melyben az énekesnő arról beszél, hogy a szerelem marionettbábuvá teszi őt.
Az április 8-án rendezett döntőben a fellépési sorrendben tizenegyedikként adták elő, a belga Louis Neefs Ik Heb Zorgen című dala után, és a spanyol Raphael Hablemos Del Amor című dala előtt. A szavazás során negyvenhét pontot szerzett, mely az első helyet érte a tizenhét fős mezőnyben. Ez volt az Egyesült Királyság első győzelme azután, hogy korábbi kilenc szereplésük során már ötször a második helyen végeztek.
A dal a verseny után Ausztriában, Hollandiában, Írországban, Németországban, Norvégiában és az Egyesült Királyságban is a slágerlista csúcsáig jutott.
A következő brit induló Cliff Richard Congratulations című dala volt az 1968-as Eurovíziós Dalfesztiválon.
A következő győztes a spanyol Massiel La, la, la című dala volt.

### Kapott pontok
| NED                                          | LUX | AUT | FRA | POR | SUI | SWE | FIN | GER | BEL | GBR | ESP | NOR | MON | YUG | ITA | IRE |   |
| Kapott pontok                                | 2   | 5   | 3   | 7   | 1   | 7   | 1   | 2   | 3   | 3   |     | 0   | 7   | 3   | 0   | 2   | 1 |
| A tábla a fellépés sorrendjében van rendezve |     |     |     |     |     |     |     |     |     |     |     |     |     |     |     |     |   |

## A dal változatai
- Puppet on a string (angol)
- Un tout petit pantin (francia – Les Parisiennes)
- Wiedehopf im Mai (német)
- Marionetas en la cuerda (spanyol)
- La danza delle note (olasz)
- Paprikajancsi (magyar - Koncz Zsuzsa)

## Slágerlistás helyezések
| Slágerlisták (1967) | Lh.* |
| ------------------- | ---- |
| Argentína           | 1    |
| Ausztria            | 1    |
| Dánia               | 2    |
| Dél-Afrika          | 2    |
| Egyesült Királyság  | 1    |
| Franciaország       | 2    |
| Hollandia           | 1    |
| Írország            | 1    |
| Malajzia            | 2    |
| Németország         | 1    |
| Norvégia            | 1    |
| Spanyolország       | 1    |
| Svájc               | 1    |
| Szingapúr           | 2    |
| Új-Zéland           | 1    |
| Venezuela           | 6    |

*Lh. = Legjobb helyezés.